# Сипалівіні
Сипалівіні (нід. Sipaliwini) — найбільший округ Суринаму, розташований на півдні країни. Адміністративного центру округ не має, оскільки він безпосередньо управляється державним урядом в Парамарибо. Основні села: Аппікало, Апетіна, Пукета, Покігрон, Бото-Пасі тощо.
Населення округу — 34 136 осіб (2004), площа — 130 567 км² .

## Географія
За площею цей район більше інших разом узятих, але більша частина території (на півдні) не використовується, що було спеціально обумовлено при його створенні.

## Історія
Голландські колоністи, що контролювали Суринам, побоювалися португальців з Бразилії, тому не чіпали цей регіон, і проекти з розвитку території почалися тільки в XX столітті.

## Населення
За переписом населення 2012 етнічний склад населення провінції був такий:
| національність | % від населення |
| -------------- | --------------- |
| індіанці       | 14,5%           |
| маруни         | 76%             |

## Територіальні суперечки
Через територіальні суперечки з приводу південно-західної частини округу Сипалівіні час від часу відбуваються збройні сутички з Гаяною.